# Cristian Ocaña
Cristian Ocaña(Arriaga, Chiapas, México, 18 de marzo de 1992) es un futbolista mexicano. Juega como defensa y su club actual son los Loros de Colima del Ascenso MX.

## Trayectoria
Cristian Ocaña se inició en la cantera del Jaguares de Chiapas para después pasar a la cantera de los Tiburones Rojos de Veracruz para que en el 2013 debutara con Miguel de Jesús Fuentes el la Copa MX donde debutaría con un gol que les daría el empate ante Monarcas Morelia.

### Clubes
| Club                        | País   | Año             | PJ | Goles |
| --------------------------- | ------ | --------------- | -- | ----- |
| Tiburones Rojos de Veracruz | México | 2013            | 2  | 2     |
| Murciélagos FC              | México | 2013 - 2015     | 7  | 0     |
| Pioneros de Cancún          | México | 2015 - 2016     | 29 | 2     |
| Loros de Colima             | México | 2016 - Presente | 15 | 2     |

- Datos: Q5791357